# Хони Ха-Меагель
Хония Ха-Меагель (ивр. חוני המעגל‎, Хони xа-Меагель; I в. до н. э.) — законоучитель и чудотворец, знаменитый своей праведностью. Герой нескольких историй, приводимых в Талмуде.

## Этимология имени
Имя «Хони» понимается традицией в значении «любимчик, любимец». Хони — любимчик Бога. Бог исполняет все его просьбы и желания, и поэтому люди, не решаясь обращаться к Богу напрямую, просят Хони выступить в качестве посредника.
Второе имя — «Меагель», согласно Талмуду, объясняется тем, что Хони «начертил круг» и поклялся не выходить из него, пока не пойдёт дождь. «Меагель» — понимается как «тот, который начертил круг» («маагаль» — «круг, окружность»).
В тексте Талмуда Хони Меагель — это собственное имя, которым называют человека ещё до того, как он «начертил круг», и выясняется, что Бог исполняет любую его просьбу. По мнению Ш. Кляйна, прозвище «меагель» происходит от названия профессии — выравнивания глины на крышах при помощи инструмента «маагила» (מעגילה).

## Образ в Талмуде
Согласно традиции, Xони является потомком Моисея и пользовался большой популярностью в народе. У него было много учеников, и, согласно позднейшим сказаниям, это был великий знаток Устного учения. Свои разъяснения Xони охотно давал всем вопрошавшим его ученикам. Однако ни одна галаха, связанная с его именем, не сохранилась, и слава Xони основана на творимых им чудесах, сохранившихся в памяти последующих поколений.

## Предания
Примерами легенд, героем которых является Xони, могут служить следующие.
- Одна история рассказывает о его способностях творить чудеса:

Случилось, что месяц адар был на исходе, а дождей (всё ещё) не было. Послали [учеников] к Хони Ха-Меагелю, чтобы тот помолился, и пошёл дождь. Он помолился, но дождь не пошёл. [Тогда] он начертил на земле круг, и стал в него. Сказал: «Владыка всех миров! Дети Твои обратились ко мне, считая меня как бы близким Тебе человеком. Клянусь Твоим великим именем, что я не сойду с этого места, пока Ты не смилуешься над Твоими детьми». Стал накрапывать дождь.

Сказали ему ученики: «Учитель! Мы узрели тебя, и не умрём. Но кажется нам, что этот дождь идет лишь ради того, чтобы освободить тебя от клятвы». Он воскликнул: «Не о том я просил, но [я просил] дождя для [наполнения] колодцев, каналов и [подземных] пещер». Тогда разразилась страшная гроза и пошёл такой обильный дождь, что каждая капля наполняла бочку…

Сказали ему ученики: «Учитель! Мы узрели тебя и не умрём. Но кажется нам, что этот дождь идет на погибель миру». Воскликнул он опять: «Не о том я просил, но я просил дождя желанного, благодатного и щедрого!»

Пошёл дождь, о котором он просил, (но шёл очень долго), пока не поднялся весь народ на Храмовую гору, [чтобы спастись] от дождя (наводнения).

Сказали ему: «Учитель, ты молился, чтобы пошёл дождь. Помолись, чтобы дождь перестал». Сказал он: «Меня учили: не молятся об отмене великого блага. Поэтому приведите мне быка для благодарственной жертвы». Привели ему быка. Возложил он на него обе руки свои и сказал: «Властелин мира! Израиль, Твой народ, что вывел Ты из Египта, не может вынести ни великого блага, ни большого несчастья. Разгневался Ты на них — они не могут выдержать, щедро одарил Ты их благом великим — они также не могут выдержать. Да будет воля Твоя, чтобы прекратились дожди, и развеялись тучи над миром!».

В тот же миг подул ветер, и разошлись тучи, и засияло солнце. Вышел народ в поля, и собрали они трюфеля и [другие] грибы.

Послал к Хони (наси) Симон бен-Шатах (послание): «Не будь ты Хони, я бы подверг тебя отлучению. <…> Но что я могу тебе сделать, ведь ты привередничаешь перед Всесильным, а он выполняет твою волю. Словно сын, который привередничает перед отцом, а тот исполняет все его прихоти.<…> И о тебе сказано в Торе: „Да веселится отец твой и да торжествует мать твоя, родившая тебя“ (Прит. 23:25)»— Мишна Таанит, III, 8; Вавилонский Талмуд, Таанит 23а
- Другая история рассказывает о чудесном сне Хони в течение многих десятилетий:

Все дни [своей жизни] этому праведнику не давали покоя слова псалма: «Когда возвращал Господь плен Сиона, мы были как бы видящие во сне» (Пс. 125:1). Сказал он: «Кто способен семьдесят лет бредить во сне?» Однажды Хони шёл по дороге и увидел человека, занятого посадкой рожкового дерева. «Когда это дерево принесёт плоды?» — спросил его Хони. Ответил тот человек: «Через семьдесят лет». «И ты уверен, что проживёшь семьдесят лет?!» — спросил Хони. Человек ответил: «Я застал на свете рожковые деревья. Так же как предки мои вырастили их для меня, так и я выращу их для своих потомков». Тогда присел Хони поесть хлеба, охватила его дрёма, и заснул он. Поднялись выступы скалы вокруг него и скрыли его от глаз. И проспал он семьдесят лет. А когда он проснулся, то увидел человека, собиравшего плоды с того самого рожкового дерева. Спросил он его: «Ты ли посадил это дерево?» Сказал он ему: «Дед мой». Сказал Хони: «Кажется, я проспал семьдесят лет…» <…> Пошёл он домой и спросил: «Жив ли сын Хони Ха-Меагеля?» Сказали ему: «Сына нет в живых — но внук его жив и здравствует». Сказал он: «Я Хони Ха-Меагель!» Но те не поверили ему. Отправился он в иешиву и услышал, как при разборе какой-то галахи некто заметил: «Эта галаха так ясна, как будто её объяснил сам Хони ха-Меагель». Это я — Xони, заявил он, но никто ему не поверил: все с пренебрежением отвернулись от него. Пал Хони духом и стал молить Всевышнего о ниспослании ему смерти.— Вавилонский Талмуд, Таанит 23а
- Предание Иерусалимского Талмуда говорит, что Xони заснул после разрушения Первого Храма и проснулся, когда был возведён Второй.[7]
- Другое предание говорит, что место в Храме, где стоял Xони, ярко светилось.[7]
- Иосиф Флавий[8] рисует смерть Хони следующим образом. Во время междоусобия в семье Хасмонеев между Гирканом II и Аристобулом II, возгоревшегося вслед за смертью царицы Саломеи, Аристобул, занимавший укрепление на Храмовой горе, был осаждён Гирканом. Солдаты последнего привели Хони-чудотворца в свой лагерь и потребовали от него, чтобы он помолился ο гибели осаждённых. Тогда Хони обратился к небу со следующей молитвой: «О Владыка всего существующего! Осаждающие — Твой народ, а осаждённые — Твои служители; молю Тебя, да не будут иметь силы проклятия, которые посылает одна сторона другой». Разгневанные солдаты немедленно убили его.